# Гришков, Виталий Александрович
Вита́лий Алекса́ндрович Гришко́в (укр. Гришков Віталій Олександрович; род. 20 мая 1956, Каховка) — советский и украинский кинооператор-документалист. Член Национального союза кинематографистов Украины.

## Биография
Родился в Каховке Херсонской области (ныне — Украина).
Жил и учился в Новой Каховке. После окончания средней школы № 3 поступил на операторский факультет Киевский государственный институт театрального искусства имени Карпенко-Карого, который окончил в 1979 году.
С 1981 года работал ассистентом оператора, с 1984 года — оператором на Украинской студии хроникально-документальных фильмов в Киеве («Укркинохроника»).
В 2006 году в качестве второго оператора участвовал в создании фильма «Другая жизнь, или побег с того света».
Ныне работает на украинском телеканале «БТБ» (укр. Банківське телебачення). Женат, есть сын.

## Фильмография
- 1982 — Окружающая среда и город
- 1983 — Рассказы о профсоюзах
- 1983 — Со всеми вместе
- 1983 — Сыновья двух народов
- 1984 — В центре внимания человек
- 1984 — Диспетчер
- 1985 — Зажги свою звезду
- 1985 — Советская Украина-85
- 1985 — Стахановским традициям верны
- 1986 — Председатель сельсовета»; «Дневник комиссара
- 1987 — Гость в дом — радость в дом
- 1987 — Жизни второе начало
- 1987 — Мы не скажем границе прощай
- 1987 — Украина туристическая
- 1988 — Землякам моим
- 1988 — Нечуй
- 1989 — 33-й. Свидетельства очевидцев[1]
- 1989 — Горький хлеб надежды
- 1989 — Грани Грина
- 1989 — Случай на остановке
- 1990 — В гости к брату
- 1990 — Город музеев
- 1990 — Годовщина
- 1990 — Да будет твоя добродетель
- 1990 — Мемориал «Украина»
- 1990 — Село моё
- 1990 — Уходим в плаванье, друзья
- 1990 — Чистый орёл В. Стороженко
- 1991 — Золотые вёсла Хмельничины
- 1991 — Рушничок
- 1991 — Третий глаз
- 1992 — Во имя
- 1996 — Благовесть (в соавторстве)